# Cymothoe confusa
Cymothoe confusa är en fjärilsart som beskrevs av Aurivillius 1887. Cymothoe confusa ingår i släktet Cymothoe och familjen praktfjärilar. Inga underarter finns listade i Catalogue of Life.